# پایگاه دهم شکاری کنارک
پایگاه دهم شکاری کنارک یکی از پایگاه‌های شکاری نیروی هوایی ایران است. این پایگاه در شهرستان کنارک واقع است.
فرودگاه کنارک (OIZC-ZBR) فرودگاهی که به دلیل فاصلهٔ حدود ۵۰ کیلومتری با بندر راهبردی چابهار، رفت‌وآمد فراوانی در آن صورت می‌گیرد بخشی از پایگاه شکاری است.این فرودگاه نظامی  در دهه ی ۵۰ شمسی توسط آمریکایی ها ساخته شد.
از جمله مشخصه‌های این فرودگاه تفکیک ترمینال پروازهای نظامی و پروازهای داخلی و بین‌المللی می‌باشد. این فرودگاه دارای دو باند پروازی به طول ۱۲۴۱۹ و ۹۰۰۰ پا و به عرض ۱۴۸ پا می‌باشد؛ با این مشخصات امکان نشست و برخاست هواپیمای پهن پیکر از جمله ایرباس ۳۸۰ در آن وجود دارد.
مجوز ارائه خدمات فرودگاهی در فرودگاه کنارک-چابهار نیز بر اساس مصوبه کمیته هوانوردی توسط علی‌رضا جهانگیریان معاون وقت وزیر راه و شهرسازی و رئیس سازمان هواپیمایی کشوری به شرکت عقاب عسلویه واگذار شده‌است. بر اساس مصاحبه با مسئولان ارشد این شرکت بهره‌بردار تعداد کل پروازهای انجام شده تنها در اردیبهشت ماه سال ۱۳۹۶ در این فرودگاه بین‌المللی ۸۱ پرواز شامل ۹۵۴۹ مسافر ورودی و ۱۰۷۳۶ مسافر خروجی توسط ۵ شرکت هواپیمایی بوده‌است. در حال حاضر باند پروازی این فرودگاه به منظور برگزاری پروازهای شب، تجهیز شده‌است.

## فرماندهان پایگاه چابهار در گذر تاریخ
جلال پورگان
ایرج عصاره
اکبر توانگریان
هوشنگ ویژه
علیرضا یاسینی
همایون حیدری
مهدی کرمی